# Yoshio Kitajima
Yoshio Kitajima (født 29. oktober 1975) er en tidligere japansk fodboldspiller.
Han har spillet for flere forskellige klubber i sin karriere, herunder Mito HollyHock og Shonan Bellmare.